# Яблуницький перевал
Яблуни́цький перева́л (інші назви — Яблуне́цький перевал, Татарський перевал, Ясінський перевал, Беркут) — гірський перевал в Українських Карпатах. Розташований на території Гуцульщини, на межі Закарпатської (Рахівський район) та Івано-Франківської області (Надвірнянський район), на південно-західній околиці села Яблуниці (присілок Довгий Грунь).
Висота перевалу 931 м над рівнем моря. Лежить на вододілі річок Пруту і Чорної Тиси, у сідловині (звуженні) Яблуницького хребта. На схилах перевалу (переважно з південно-західного боку) ростуть смерекові ліси, місцями з домішкою ялиці та кедрової сосни і післялісовими луками. На перевалі розташований пансіонат і ресторан «Беркут», діє сувенірний ринок, облаштовано оглядовий майданчик, з якого видно частину смт Ясіня і Свидовецького масиву з горами Близниця.

## Історія
Через Яблуницький перевал у XIII ст. проходила в південно-західну Європу монголо-татарська орда (звідси друга назва — Татарський перевал). Це також один із перевалів, що становив важливий шлях між Галицьким князівством та Угорщиною, а пізніше між Польщею та Семигородом.
Під час визвольної війни (1918—1919) українські війська переходили через Яблуницький перевал із ЗУНР у Карпатську Україну.
Після захоплення Угорщиною Закарпаття в березні 1939 року мадярські окупанти передали на перевалі полякам полонених українців-січовиків, а ті їх розстріляли.

## Транспорт
Через перевал проходить Н09, що з'єднує Івано-Франківськ, Надвірну, Яремче з Раховом, Хустом.

## Фотографії

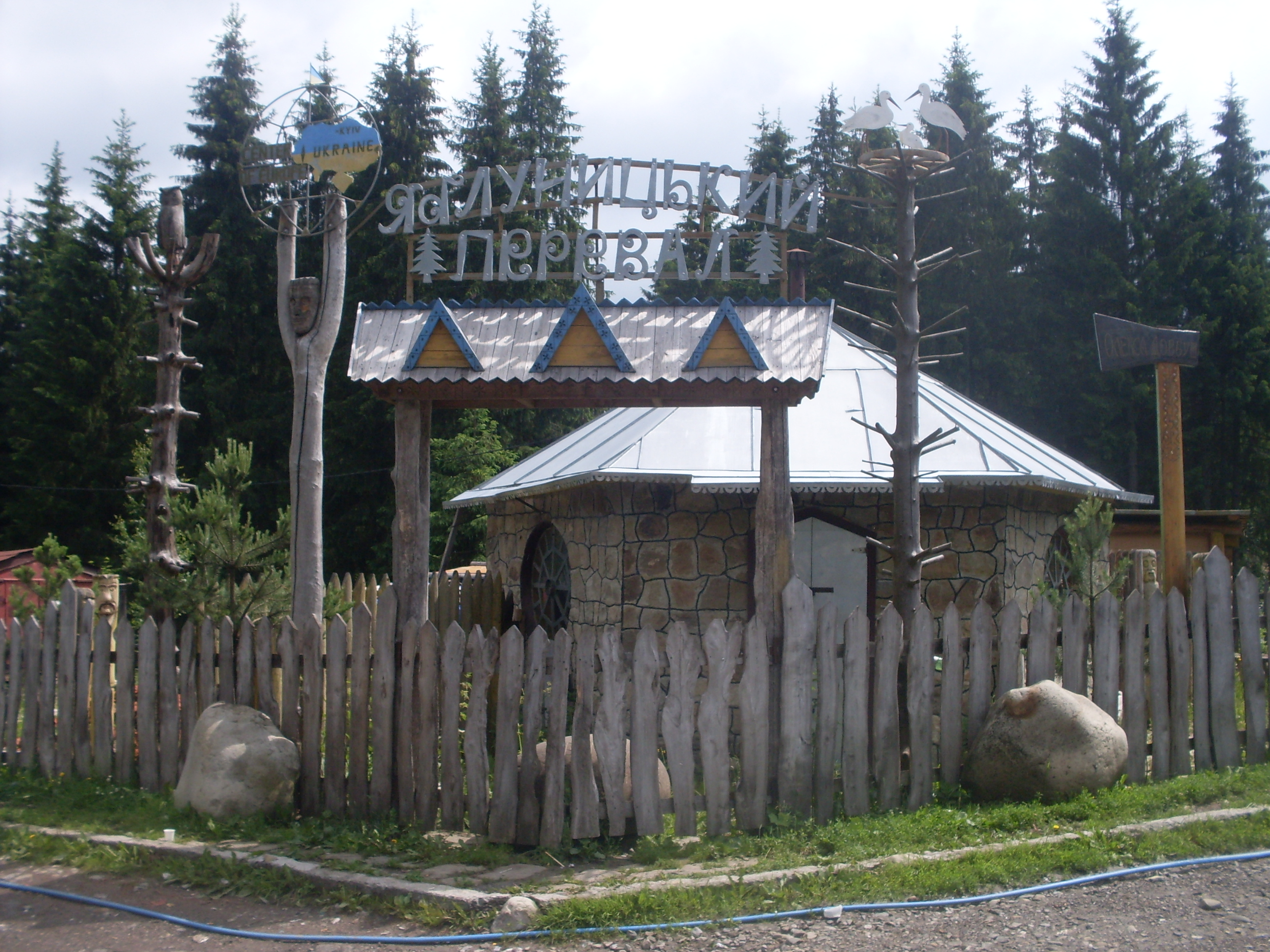
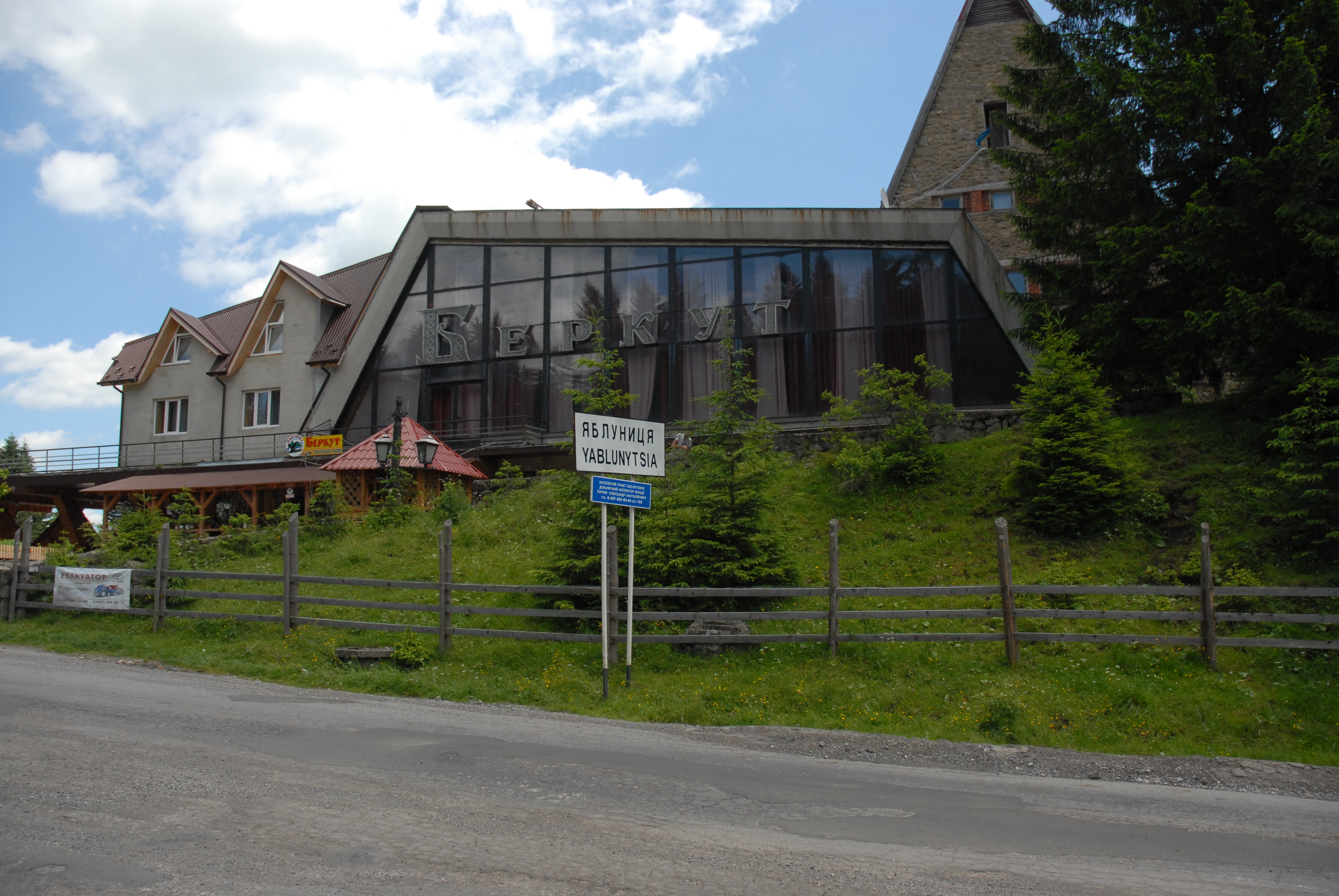
При в 'їзді на перевал із Закарпатської області
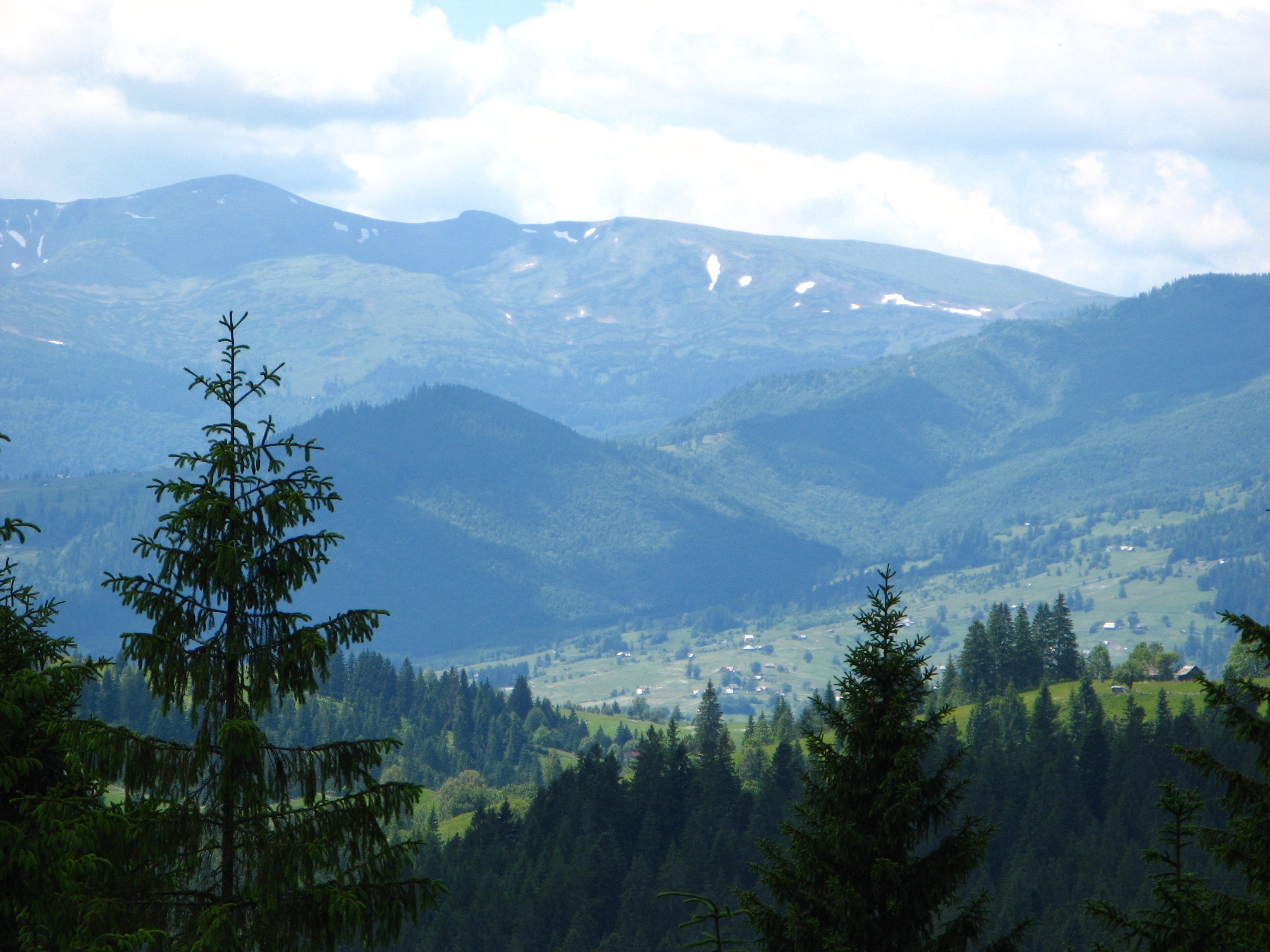
Вигляд з перевалу на смт Ясіня і Свидовецький масив
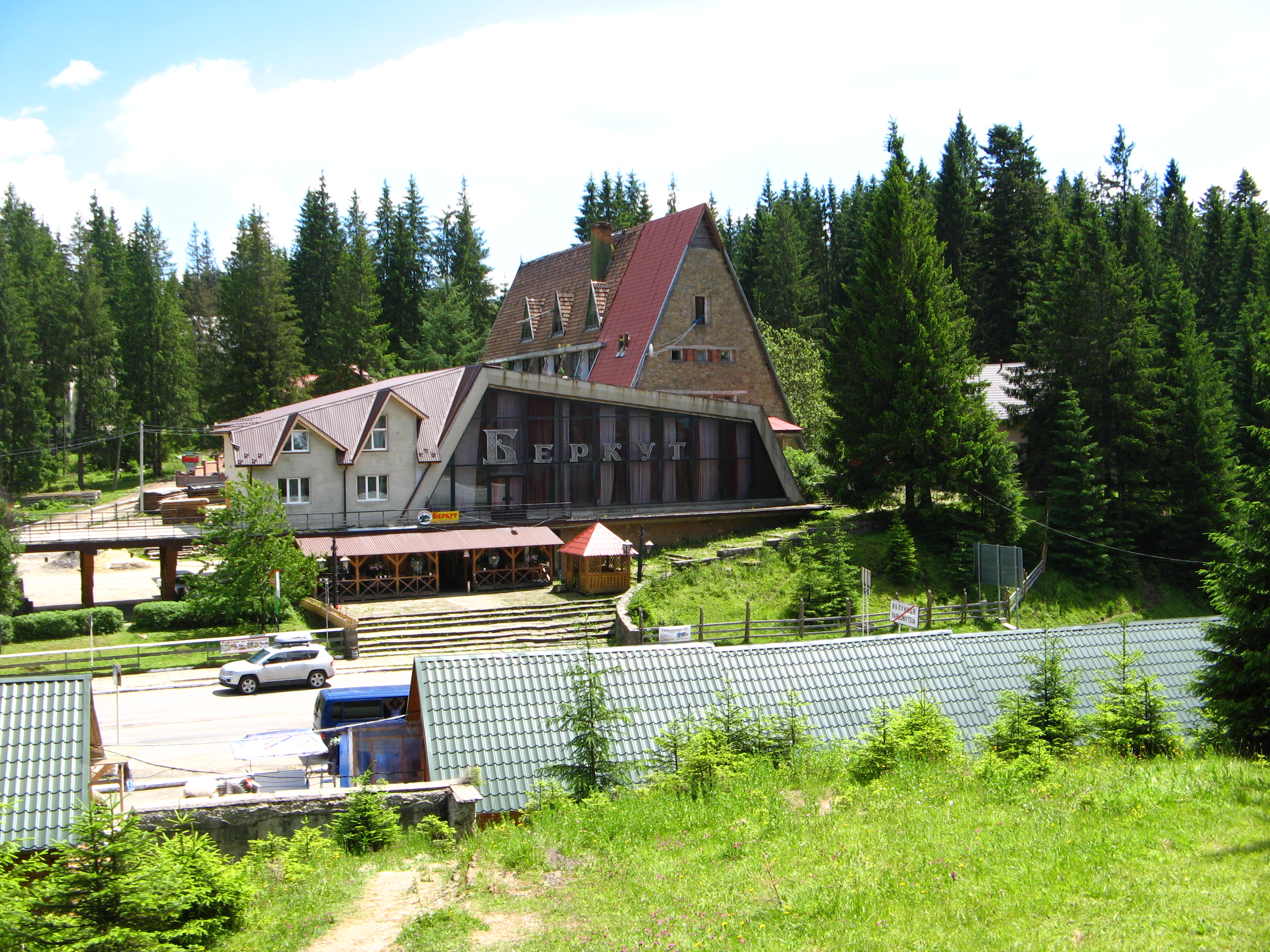
Пансіонат і ресторан «Беркут»